# Brownstown (condado de Lancaster)
Brownstown es un lugar designado por el censo ubicado en el condado de Lancaster en el estado estadounidense de Pensilvania. En el año 2010 tenía una población de 2.816 habitantes y una densidad poblacional de 433 personas por km².

## Geografía
Brownstown se encuentra ubicado en las coordenadas 40°7′38″N 76°13′1″O / 40.12722, -76.21694. Según la Oficina del Censo de los Estados Unidos, Brownstown tiene una superficie total de 2,52 mi² (6,5 km²), de la cual 2,48 mi² (6,4 km²) corresponden a tierra firme y 0,04 mi² (0,1 km²) es agua.